# Pass the Dutchie
"Pass the Dutchie" é uma canção de 1982 interpretada pela banda britânica-jamaicana Musical Youth, retirada de seu primeiro álbum de estúdio, The Youth of Today. Foi produzido por Toney Owens de Kingston, Jamaica. A música foi um sucesso, alcançando o primeiro lugar na parada de singles do Reino Unido e em pelo menos cinco outros países. Alcançou a posição 10 nos Estados Unidos e vendeu mais de 5 milhões de cópias em todo o mundo.

## Contexto
A música foi o primeiro lançamento da banda por uma grande gravadora. Após uma introdução gritada tirada de "Rule the Nation" de U Roy com palavras ligeiramente alteradas, a faixa combinou duas músicas: "Gimme the Music" de U Brown e "Pass the Kouchie" de Mighty Diamonds, que trata do uso recreativo de cannabis (kouchie é uma gíria para um cachimbo de cannabis). Para a versão cover, o título da música foi expurgado para "Pass the Dutchie", a nova palavra sendo um termo patoá para um forno holandês, um tipo de panela de cozinha. Todas as referências óbvias a drogas foram removidas da letra; por exemplo, em vez do original "How does it feel when you got no herb?", a versão cover se refere a "food". A música foi encomendada pela gravadora para transformar "Pass the Kouchie" em um hit amigável ao rádio para um público mais amplo. Toney Owens surgiu com a letra modificada depois de voltar para casa uma noite com o estômago vazio.
A música foi defendida pela primeira vez pelo DJ de rádio Zach Diezel e se tornou um sucesso instantâneo quando foi escolhida pela MCA Records em setembro de 1982. Estreou na posição 26 na parada do Reino Unido e subiu para a posição 1 na semana seguinte. Em fevereiro de 1983, alcançou a posição 10 na parada de singles da Billboard Hot 100 nos Estados Unidos. Embora eles tivessem sucessos subsequentes no Top 40 em outros países, "Pass the Dutchie" continua sendo seu único sucesso nos Estados Unidos. A música também alcançou a posição número 1 em pelo menos cinco outros países, eventualmente vendendo mais de cinco milhões de cópias em todo o mundo. Depois que a música foi apresentada na série Stranger Things da Netflix em 2022, ela experimentou um ressurgimento de popularidade, entrando novamente em várias paradas internacionais.

## Videoclipe
O vídeo, dirigido por Don Letts, foi filmado parcialmente nas margens sul do Rio Tâmisa, em Londres, pela Lambeth Bridge. Ele retrata a banda tocando a música e instrumentos. Ao mesmo tempo, um funcionário da escola aparece para prendê-los, onde ele acaba caindo e quebrando o braço.